# Provincia di Naitasiri
Naitasiri è una provincia delle isole Figi, nella Divisione Centrale, sull'isola di Viti Levu, la maggiore dell'arcipelago.
Il territorio provinciale, che raggiunge una superficie di 1.666 km², copre le aree a nord e ad est della capitale, Suva, senza però includerla. Secondo i dati dell'ultimo censimento (2017), la provincia è la seconda del paese per popolazione, con 177.678 abitanti. La sua maggiore area urbana è costituita dalla town di Nasinu, che raggiunge gli 87.446 abitanti.
La provincia è governata da un Consiglio Provinciale, retto dal Ratu Solomoni Boserau.

## Distretti
- Distretto di Naitasiri
- Distretto di Lomaivuna
- Distretto di Waimaro
- Distretto di Wainimala